# 沈文秀
沈文秀（426年—486年），字仲遠，吳興武康人。南北朝時期南朝宋將領，他是南朝宋太尉沈慶之弟沈劭之之子。在宋官至青州刺史，後被北魏俘獲，官至懷州刺史，終死在北方。

## 生平

### 外鎮青州
沈文秀初任吳興郡主簿，後轉功曹史。伯父沈慶之升處高位後，文秀因而改任東海王刘祎的撫軍行參軍，歷任義陽王劉昶的東中郎府下、東遷令、錢唐令，西陽王劉子尚的撫軍參軍，武康令、尚書庫部郎、本邑中正、建康令等職。宋前廢帝即位後改任建安王劉休仁的安南錄事參軍，射聲校尉。
景和元年（465年）文秀改督青州徐州之東莞東安二郡諸軍事、建威將軍、青州刺史。當時前廢帝行為狂悖，朝野內外都相當憂心，文秀在出發到青州時讓部曲屯駐於白下（今江蘇南京市秦淮區），並勸說慶之起兵以求自保，但慶之拒絕；文秀多次請求，甚至聲淚俱下，仍無法打動慶之，最終文秀只得放棄，並領部出發，不久慶之果然就被前廢帝賜死了。前廢帝不但殺了慶之，更加派了直閤江方興領兵誅殺文秀，不過方興還未趕到前廢帝就在政變中被殺，繼位的宋明帝立即就派人追還方興，而文秀就在方興到後將他抓住，不久就放他回建康。

### 力抗宋明
明帝雖然即位，但江州刺史晉安王劉子勛在其長史鄧琬的主使下拒絕承認明帝帝位，並於泰始二年（466年）正式即位。沈文秀最初支持明帝，並派了劉彌之、張靈慶及崔僧琁三支軍隊響應明帝徵兵。當時徐州刺史薛安都支持刘子勛，派使者向文秀通報，文秀於是转而支持刘子勋，改命劉彌之等軍改到安都那裏。劉彌之是青州大姓，族人勢力很大，他不想随沈文秀改变主意，到下邳（今江苏省睢宁县西北）時起兵支持明帝，雖然很快就被薛索兒消滅，但他的宗族都走到北海郡，並據郡城抵抗文秀。而當時在琅邪郡的平原郡樂安郡二郡太守王玄默、盤陽城（今山東臨朐縣東南）的清河郡廣川郡二郡太守王玄邈及臨濟城（今河南陳留縣西北）的高陽郡勃海郡二郡太守劉乘民都支持明帝，文秀也殺了圖謀叛應他們的司馬房元庆。文秀派軍主解彥士攻陷了北海，但劉乘民堂弟劉伯宗後以鄉兵再度攻下北海，並進而攻擊文秀所治的東陽城（今山東青州市），文秀領兵抵抗，殺伯宗及其弟劉天愛。
四月，明帝以散騎侍郎明僧暠為青州刺史，讓他與東莞東安二郡太守李靈謙討伐文秀，他們就與王玄默等三支軍事力量合力進攻東陽，但都被文秀擊破，敗而復戰達十多次仍無法擊敗文秀。八月，子勛政權被明帝所滅，但文秀仍然與明僧暠等對戰，败杀尚书度支郎崔元孙。明帝於是派了文秀弟弟沈文炳帶同詔命勸降文秀，承諾「凡諸逆節，親為戎首，一不加罪。」當時明帝還派了劉懷珍隨文炳同行。文秀遭受到當地人和支持明帝部隊的攻擊，遂與冀州刺史崔道固共請北魏增援，而在收到文炳詔命後仍未立即投降，然而青州百姓在知劉懷珍到來後感到欣喜，不其城等守戍亦遭作為援軍的王廣之所破，最終在泰始三年（467年）二月宣布歸降，並立即獲還授青州刺史本職。

### 忠節拒拜
北魏派了慕容白曜等人南下取青冀二州，沈文秀乘魏軍不備進行襲擊，屢敗魏軍，明帝遂進其為輔國將軍。八月，北魏長孫壽領數萬兵入東陽西郭直達城下，並有所擄掠，文秀派垣諶擊敗他，嬰城固守，長孫壽及後屢次進攻仍無法攻下。泰始四年（468年），明帝進文秀為右將軍，封新城縣侯，食邑五百戶。三月，慕容白曜逼降了崔道固，領軍赴東陽協助進攻，文秀仍然堅守。明帝及後派了文秀弟沈文靜循海路增援東陽，但在不其城受阻於魏軍，雖一度據城防禦，但數月後仍城陷被殺。
泰始五年正月二十四日（469年2月21日），文秀長期被圍且無援軍之下仍然將士用命，無人叛離，至此時魏軍攻陷東陽城。文秀在城破之日解下戎服，穿好官服，拿著符節正坐等待魏兵進來。魏兵進入時持刀問：「青州刺史沈文秀何在？」文秀大聲道：「身是。」魏軍遂將他抓到官署大厅前，脫光他的衣服，縛起他送到慕容白曜所在的西南角樓處。押到時文秀被命令向白曜下拜，文秀說：「各二國大臣，無相拜之禮。」堅持不肯拜。慕容白曜初時大怒，狠狠地鞭打他，及後才命人送還他衣服，並給他食物。文秀後來與長史房天樂及司馬沈嵩等人押送到平城（今山西大同），在那裏雖獲免死但以下客對待，只給粗衣蔬食。

### 身死北方
不過，魏獻文帝後來欣賞他的節義，對他待遇提高了一點，並拜為外都下大夫。繼位的北魏孝文帝為嘉許他忠於宋國，特賜絹綵二百匹，更在太和三年（479年）升其為外都大官。後文秀當南征都將，臨行前又獲賜戎服。不久又轉任持節、平南將軍、懷州刺史，假吳郡公。當時北魏河南領土相當富饒，人們都愛送禮物，但文秀從不接受，他又在懷州大興水田，對公私利益都有一定貢獻；可是他為政過寬，無法壓抑當地盜賊活動。
太和十年（486年），文秀去世，享年六十一歲。

## 家庭
子沈保冲，太和年间官至奉朝请、大将军宋王刘昶外兵参军，后为南徐州冠军长史。太和二十一年（497年），援救涟口时退兵战败，被有司判处死刑。北魏孝文帝下诏说念在他是沈文秀之子，特恕死罪，终身发配洛阳作部（古时制作兵器的部门），后赦免。北魏宣武帝年间，卒于下邳太守任上。

## 延伸阅读
[在维基数据编辑]
 《宋書/卷88》，出自沈约《宋书》
 《魏書/卷61》，出自魏收《魏书》
 《北史·卷045》，出自李延壽《北史》